# 塞茨山
塞茨山（英語：Mount Seitz），是南極洲的山峰，位於維多利亞地的彭內爾海岸，處於米拉比托山脈和霍姆蘭山脈之間，海拔高度2,130米，美國地質調查局根據測量和美國海軍拍攝的空中照片繪入地圖，現時由南極條約體系管理。

## 外部連結
- 本条目引用的公有领域材料来自美国地质调查局的文档 《塞茨山》 （資料來自地名信息系统）。

71°43′S 166°5′E / 71.717°S 166.083°E